# Carcelia piligena
Carcelia piligena är en tvåvingeart som beskrevs av Louis-Paul Mesnil 1953. Carcelia piligena ingår i släktet Carcelia och familjen parasitflugor.
Artens utbredningsområde är Myanmar. Inga underarter finns listade i Catalogue of Life.